# MOBSPROOF
MOBSPROOF（モブスプルーフ）は不定期で発行されるパンク専門誌である。

## 概要
2008年（平成20年）11月、オークラ出版から発行されていたADiCTSを前身誌として創刊。「MOBSPROOF」とは「MOBS＝暴徒たち」と「PROOF=証明」を合成した造語で、「暴徒たちの証明」という意味を持つ。
全ページカラーで構成され、写真をメインにパンクのファッションやライブの迫力に迫ったヴィジュアル重視の内容。ヴィジュアル、テキスト共にアンダーグラウンドに根ざし、号を重ねるにつれてどん欲に先鋭的なジャンルを包括してきている。
2010年11月、個人が持つ「人間力」に焦点を当てる編集方針を持つ別冊シリーズを発行開始。2016年4月から2018年末まで特定の出版社からではなく、内容に共感を示した出版社からを発行する「MOBSPROOF EX」の発行が開始された。
その他、MOBSPROOF編集部名義で『BiSHぴあ』（2018年5月、ぴあ株式会社、ISBN 978-4-835634-56-2）、『アニメディスクガイド80’s レコード針の音が聴こえる』（2021年3月、河出書房新社、ISBN 978-4-309-29129-1）、『魔法の天使 クリィミーマミ メモリアル グッドバイ・ワンスモア』（2020年9月、双葉社、ISBN 978-4-575-45855-8）、『ギュウ農フェスクロニクル』などを編集・制作している。
2022年からは『MOBSPROOF web magazine』がスタート。

## 表紙について
創刊号の表紙を飾ったのはメジャーデビュー直前だったJAPAN-狂撃-SPECIAL。3号目では数千万円のデコを施した高級車にパンクスを乗り込ませ、4号目では極限まで過激さを求めたフルチン写真を使用するなど、毎号インパクトを重視している。

## 代表的な連載
- RIGHT TO WORK - 様々な職種で活躍するパンクスへのインタビュー。
- PUNK ART EXHIBITION - パンクシーンでアートワークを手がけるパンクスの作品集。
- CH6 in MOBSPROOF - 沖縄のパンクス集団CH6の異能特殊ヴィジュアルショック。
- SCREAMING PUNK DISC - レコードレーベルOVERTHROW RECORDSのオーナー・森下と名古屋のハードコアパンクバンドC.F.D.L.のボーカル・タケシによるディスクレビュー。
- 革ジャン is MY LIFE - ジゴロ13のボーカリスト＆ギタリスト・ SWEET GENE the GIGOLOCKによる特殊革ジャンコラム。
- 魁! PUNK乙女塾 - パンクスと美少女・美女たちの人気コラボ企画で号を重ねるごとにエスカレートしている。

## コピー
世界をパンクだらけにしてしまえ

## 特集
- VOL.01（2008年11月、ISBN 978-4990439002）

　RIGHT TO WORK ALTERNATIVE PUNK LIFE STYLE - レーベルやパンクショップ、ライターなど多様なパンクスのバンド以外のパンク・ライフのリアルな現場に肉薄
- VOL.02（2009年3月、ISBN 978-4990439019）

　ラフィンノーズ - 日本パンク界の至宝ラフィンノーズの栄光の歴史を30ページで巨弾総力特集
- VOL.03（2009年8月、ISBN 978-4990439026）

　音楽誌が書かない70's U.K. PUNK - 普通の音楽誌では紹介されない、マニアック過ぎる初期パンクバンドを徹底紹介
- VOL.04（2009年12月、ISBN 978-4990439033）

　TOTAL PUNK PHOTOS MASSACRE - 50バンド以上の撮り下ろし＆未発表ライブ写真
- VOL.05（2010年5月、ISBN 978-4990439040）

　FILM FOR PUNX～パンクの映画★パンクな映画 - パンク映画の紹介＆各界のパンクスによるお薦め映画紹介
- VOL.06（2010年9月、ISBN 978-4990439057）

　紙に産まれ、紙に死す!『 READ FANZINE CONFUSION...』 - 「アンチ電子書籍」を掲げたパンク・ファンジンのMOBSPROOF特別版特集
- VOL.07（2011年12月、ISBN 978-4990439088）

　VEKTOR - 孤高のロックバンド・VEKTORの魅力を2部構成で展開
- VOL.08（2012年10月、ISBN 978-4990439095）

　THE MODS - 「胸の銃声響かせこのロックをトメルナ」硬派すぎるTHE MODSをフィーチャー
- VOL.09（2014年2月、ISBN 978-4907450014）

　HARDCORE PUNKS なめんなよ 3DAYS 完全フォトレポート - ３日間に渡って行われたパンクの祭典を完全フォトレポート

## 別冊シリーズ
- BCT best of オレッち（2010年11月、ISBN 978-4-9904390-6-4）[3]

　「待たせたなシャバ憎!　ビシット読んであの世へ行くか?　世紀の奇書、遂に登場!!」

　10年に渡り発行され続けている手書きのフリーペーパー『BCT』を復刻掲載し、大量の書き下ろしを加えた現代の衝撃的奇書
- 日本革命ロックガイド1960-2010（2011年1月、ISBN 978-4-9904390-7-1）

　「タワーレコードとMOBSPROOFがコラボレーションした革命的ロックガイド!!」

　リアルな感覚で選ばれたディスクをパーソナルな視点でレビューしたタワーレコード限定発売のディスクガイド本
- PHOTO AND DESTROY　片岡冬樹 写真集（2013年4月）

　「地下に蠢く野獣たちの衝動とソリッドな鋭さ!」

　MCR COMPANY 30周年記念出版。地下に蠢く凶暴な野獣たちのギラギラした衝動と、人間味の溢れる温かさに満ちた驚愕のドキュメンタリー
- MOBiSPROOF BiSの7日間戦争（2013年10月、ISBN 978-4-907450-00-7）

　「衝動と混沌そして切なさと愛くるしさ…疾走するアイドル BiSの生々しい写真集」

　終末へ向けて疾走する史上最も過激なアイドル・BiSの生々しいライブに迫るファーストライブ写真集
- IDOL! aLIVE パーティーセット（2015年8月）

　「福井が産んだパーティーモンスター・ せのしすたぁと異端中の異端誌MOBSPROOFがタッグを組んだ!」

　アイドルの枠を越えた”せのしすたぁ”のムック本、ファースト7インチシングル、ポスター、特典券をセットにした読んで聴いて騒げるパーティーセット

## MOBSPROOF EX シリーズ
- ロックドキュメンタリー映画祭 轟音と激闘の記録! 音楽ドキュメンタリー大全（2016年4月、河出書房新社、ISBN 978-4-309-92082-5）[4]

　「ロックドキュメンタリー映画、ライヴ映像に焦点を当てた轟音まみれな一冊!」ミュージシャンのエモーショナル極まりない人生に迫ったロックドキュメンタリー映画を、オールドスクールな作品から最新作まで国内外合わせて極上の250作品以上を最狂執筆陣がメッタ斬る
- 渡辺淳之介 アイドルをクリエイトする（2016年4月、河出書房新社、ISBN 978-4-309-92085-6）[5]

　「いつでもシュートを打てる体勢をとっているか？」 BiSでアイドル界に革命を起こし、自身の事務所・WACKを立ち上げ、 BiSHや POP（現GANG PARADE）、EMPiREのプロデュースで再び数々の話題を生み出し続けている 渡辺淳之介。長時間に渡る取材と関係者の証言を元に著者・ 宗像明将が極限まで肉薄し、これまで語られてこなかった過去やパブリック・イメージとは異なる意外な内面に迫ったエモーショナルな自伝であり、人生に悩む若い世代に向けた人生の指南書
- 九里一平 PAST&FUTURE（2016年9月、河出書房新社、ISBN 978-4-309-92094-8）[6]

「探し出してブチ壊す、そして創造する」　アニメーターデビュー55周年記念出版。タツノコプロ創設者の一人であり、「科学忍者隊ガッチャマン」「タイムボカンシリーズ」など多数の名作アニメを生んだ九里一平の自伝と今回発掘された未発表作品などをまとめたファン必須のアーカイヴ作品集。
- ウルトラ怪獣アートワークス１９７１－１９８０（2017年2月、河出書房新社、ISBN 978-4-309-92117-4）[7]

「怪獣たちの隠された秘密が明らかにされる!!」「帰ってきたウルトラマン」～「ウルトラマン80」まで、怪獣だけでなくメカや基地など、円谷プロに現存する全アートワークに加え、ボーナスに「ウルトラマングレート」「ウルトラマンパワード」の全アートワークも掲載。
- ヲタ夫婦 アイドルヲタクな２人はこうして結婚できました。（2017年6月、出版ワークス、ISBN 978-4-907108-05-2）[8]

女性アイドル好きなマンガ家・藍さんが、ガチのアイドルヲタクの旦那さん・ヲタ夫と付き合って結婚するまでを描くエッセイマンガ。アイドルヲタク同士な2人の温度差が縮まる日は来るのか? 「Cakes」連載中の人気実話エッセイコミックが加筆・書き下ろしを加え、待望の書籍化!　元BiSで、現在はBILLIE IDLE®として活躍する、ファーストサマーウイカとの特別対談も収録。
2018年には第２弾として『ヲタ夫婦 ヲタ卒は結婚より難しい。』（ISBN 978-4-907108-20-5）が出版された。
- オリジナルビデオアニメ（OVA）80's テープがヘッドに絡まる前に（2018年2月、出版ワークス、ISBN 978-4907108-15-1）[9]

80年代に発売されたオリジナルビデオアニメ（OVA）を、レビューやコラム、奥田誠治(『ドリームハンター麗夢』など)、平野俊弘(『戦え!!イクサー1』など）、大張正己(『破邪大星ダンガイオー』など)、菊池通隆(『冥王計画ゼオライマー』など)、矢尾一樹(『超獣機神ダンクーガ』など)、大村安孝&三浦亨スタッフ(『メガゾーン23』など)、上坂すみれら関係者へのインタビューで構成した作品紹介・資料本。
- コアでいいのだ! 赤塚不二夫（2018年12月、出版ワークス、ISBN 978-4-907108-31-1）[10]

書籍2冊「さくいんブック」「レアリティーズブック」にレアな復刻を封入した銀箔押し仕様のボックスセット。原画で『おそ松くん』や『天才バカボン』『ひみつのアッコちゃん』などを読むことができたり、ファンレターをくれた人にだけ送られた豪華冊子の復刻などマニアックすぎる視点で赤塚不二夫を楽しむことができる。
- ワイルドチェリーライフ 山口明 : 童貞力で一億総クリエイター時代を生きる（2018年12月、出版ワークス、ISBN 978-4-907108-29-8）

カリスマデザイナーとして多数のコミックスや書籍の装丁デザインを担当し、永遠の童貞としてテレビ、ラジオ、雑誌など多数のメディアで取り上げられている山口明による“平成最後の奇書”にして、“未来を生き残るための指南書”。

## 主なライター
- 吉田豪（プロインタビュアー・プロ書評家）
- ギンティ小林（スーサイドララバイ、男の墓場、映画秘宝）
- 市川力夫（スーサイドララバイ、男の墓場、映画秘宝）
- 植地毅（フリーライター、デザイナー）
- 大坪ケムタ（フリーライター）
- 宗像明将（音楽評論家、Yahoo!個人）
- 平田裕介（キネマ旬報）
- 行川和彦（音楽文士、パンクの弁護人）ほか

## 撮影
- ナカノケンタ
- 畔柳ユキ（RAMONESファンクラブ会長）ほか

## イベント
- MOBSPROOF VOL.10 今度はイベントだ!（2015年3月14日（土）＠ ロフトプラスワンウェスト）[11]

　出演：ニュータウン御意見無用バンド、THE クルマ、Miniature Garden、レジスタンス、尾崎テロル、UE神、サザナミカズヒコ、タイムボム・ショウジ、ミナミタケシ、松原弘一良
- MOBSPROOF VOL.11 TALK AMONG US（2015年7月4日（土）＠ LOFTプラスワンウェスト）

　出演：BALZAC、細胞彼女、SHIGA-chang、サザナミカズヒコ、タイムボム・ショウジ、ミナミタケシ、松原弘一良
- 「ロックドキュメンタリー映画祭」出版記念Ust（2016年4月12日（火）＠ タワレボ）[12]

　出演：JOJO広重、杉谷一隆（振付稼業air:man）、植地毅、松原弘一良、ヤマダナオヒロ（†13th Moon†）
- 「ロックドキュメンタリー映画祭」出版記念イベント（2016年4月15日（金）＠ HMV&BOOKS TOKYO）[13]

　出演：テンテンコ、ギンティ小林（男の墓場プロダクション）、オノチン（JETBOYS）、松原弘一良
- 「九里一平 PAST & FUTURE」出版記念イベント（2016年9月24日（土）＠ 阿佐ヶ谷LOFT A）[14]

　出演：九里一平、松原弘一良
- MOBSPROOF presents Have a Nice Day! × HAT TRICKERS ツーマンギグ（2017年6月19日（月）＠ 下北沢シェルター）

　出演：Have a Nice Day!、HAT TRICKERS
- 「渡辺淳之介 アイドルをクリエイトする」（宗像明将・著）発売記念トーク＆特典会（2016年5月17日（火）＠ HMV&BOOKS TOKYO）[15]

　出演：渡辺淳之介、宗像明将、BiSH
- 「渡辺淳之介 アイドルをクリエイトする」（宗像明将・著）発売記念トーク＆サイン会（2017年5月19日（木）＠ ヴィレッジヴァンガード下北沢店）[16]

　出演：渡辺淳之介、宗像明将、プー・ルイ（BiS）
- 「ヲタ夫婦　アイドルヲタクな2人はこうして結婚できました。」発売記念イベント「ヲタ夫婦の結婚式」（2017年6月23日（金）＠ LOFT9 Shibuya）[17]

　出演：藍、プー・ルイ（BiS）、ファーストサマーウイカ（BILLIE IDLE®）
- 「オリジナルビデオアニメ80s テープがヘッドに絡まる前に」発売記念「BACK FROM OVA 80’s GRAVE」（2018年3月19日（月）＠ 高円寺Pundit）[18]

　出演：吉田正高、江戸栖方、かに三匹、伴ジャクソン、松原弘一良